# Copestylum escomeli
Copestylum escomeli är en tvåvingeart som först beskrevs av Charles Howard Curran 1929.  Copestylum escomeli ingår i släktet Copestylum och familjen blomflugor. Inga underarter finns listade i Catalogue of Life.